# TuS Komet Arsten
Der TuS Komet Arsten (bis 2006: TuS Arsten) ist ein deutscher Turn- und Sportverein aus dem bremischen Stadtteil Obervieland mit Abteilungen für Fußball, Handball, Badminton, Basketball, Fechten, Hundesport, Leichtathletik, Taekwondo, Tanzen, Tennis, Tischtennis, Turnen und Volleyball. Der Verein aus dem Bremer Süden hat zurzeit 2300 Mitglieder.

## Geschichte
Der Verein wurde im Jahre 1901 als Pyramiden und Akrobaten Club Frisch Auf Arsten gegründet, der sich zwei Jahre später in Arbeiter Turnverein Jahn Arsten umbenannte. Im Jahre 1919 wurde die Fußballabteilung gegründet, die im Rahmen der Reinlichen Scheidung 1922 als SV Einigkeit Arsten-Habenhausen selbständig wurde. Mit der Machtübernahme der Nationalsozialisten musste sich der SV Einigkeit 1933 auflösen. Der Großteil der Mitglieder schloss sich dem 1911 gegründeten TV Weserstrand an, der sich 1935 in TuS Arsten umbenannte. 2006 traten die Mitglieder des inzwischen aufgelösten VfB Komet Bremen zum TuS Arsten über, der sich anschließend den heutigen Namen gab.
1947 stieg der TuS in die Amateurliga Bremen auf und verfehlte mit nur einem Punkt Rückstand auf TuRa Bremen den Klassenerhalt. Erst 1953 gelang die Rückkehr ins Bremer Oberhaus, wo man bis zum Abstieg 1957 zumeist gegen den Abstieg spielte. Zwischenzeitlich sorgte die Mannschaft 1955 im Pokal für Furore, wo Bremerhaven 93 durch einen 6:0-Sieg den Einzug der Arstener in den DFB-Pokal verhinderte. Nach mehreren Jahren auf Bezirksebene kehrte der Verein 1975 in die mittlerweile Verbandsliga genannte Bremer Eliteliga zurück. Dort erreichte man 1978 mit Rang sieben seinen sportlichen Zenit. Im Jahre 1980 stiegen die Arstener aus der Verbandsliga ab und wurden in die Bezirksliga durchgereicht. Zwischen 1991 und 1996 kehrte der TuS noch einmal in die Landesliga zurück, ehe er nach dem Abstieg 1996 prompt in die Kreisliga durchgereicht wurde.

## Sportstätten

### Egon-Kähler-Straße
- Fußball- und Leichtathletikstadion
- Drei Rasengroßfelder, zwei Kleinfelder und ein Hartplatz
- (DFB) Mini-Soccer Feld
- Beachvolleyballfeld
- Große Mehrzweckhalle (u. a. 6 Badminton-Felder)
- Drei Tennisplätze (alle Hart/Sand) und drei Hallentennisplätze (alle Feld)

Das Fußball- und Leichtathletikstadion entstand 2011 in Kooperation mit Werder Bremens Leichtathleten, die zukünftig hier trainieren werden.
Er hat eine Kapazität von bis zu 3000 Zuschauern und ist regelmäßiger Austragungsort des Bremer Lotto-Pokal-Finales. Der Platz ist weitläufig unter der Bezeichnung Stadion Obervieland bekannt.

### Korbhauser Weg
- Zwei Sporthallen
- Zwei Fußballfelder (Rasengroßfeld und Hartplatz)

## Bezirkssportanlage Obervieland
Aufgrund der Umbaumaßnahmen im Bremer Weserstadion und des Wegfalls der Leichtathletiklaufbahn wurde auf dem Platz 1 des TuS Komet Arsten eine neue Bezirkssportanlage erbaut, deren Kosten das Sportamt Bremen und der SV Werder Bremen trugen. Diese wurde ab 2010 für 1,5 Millionen Euro errichtet und besitzt eine Tribüne mit 1553 überdachten Plätzen (1334 Sitzplätze). Die Anlage wurde am 18. Mai 2011 eröffnet.
Von 2011 bis 2019 fanden jährlich die Endspiele der Herren und der Frauen des Bremer Lottopokals im Stadion Obervieland statt. Am 25. und 26. Juni 2011 wurden auf der Bezirkssportanlage die Deutschen Leichtathletik-Meisterschaften der Junioren ausgetragen.
Im Rahmen der UEFA – U17 – Eliterunde (20. – 25. März 2012) – ausgerichtet vom Bremer Fußball-Verband – zur Qualifikation für die U-17-Fußball-Europameisterschaft 2012 wurden zwei Gruppenspiele im Stadion Obervieland ausgetragen. Am 23. März 2012 besiegte Portugal die Türkei mit 3:0 und am 25. März 2012 siegte Bulgarien mit 2:0 gegen die Türkei.

## Fußballabteilung
Die Fußballsparte des TuS Komet Arsten zählt zu den größten Bremens. In der Saison 2012/13 gab es acht Herren- und Altherrenteams, 20 Jugendmannschaften sowie zwei weibliche Teams. Die Fußballabteilung profitiert von der Fusion 2006; sie erreichte Mitte 2009 eine Mitgliederanzahl von 700 Fußballern. Zudem wird die Nachwuchsarbeit in Arsten gelobt, welche sich in stetigen Erfolgen niederschlägt. Den größten Erfolg landeten die 1.B- und 1.C-Junioren in der Saison 2010/2011, in der man jeweils in die Regionalliga Nord aufstieg. Im folgenden Jahr erreichten die C-Junioren dort den sportlichen Klassenerhalt, treten aber in der folgenden Saison dort nicht erneut an.
Die Winterrunde der A – Jugend Verbandsliga 2012/13 gewann die U19 ohne einen einzigen Punktverlust – sie gewannen somit alle 13 Spiele. Der erste Punktverlust folgte erst am 2. April 2013 beim 0:0 im Derby gegen den Habenhauser FV. Saisonübergreifend war die U19 somit seit dem 17. Juni 2012 beim 0:5 gegen den FC Union 60 am 11. Spieltag und folglich 290 Tagen ohne Punktverlust in einem Ligaspiel.
Die 1. Mannschaft qualifizierte sich als 3. der Landesliga ab der Saison 2020/21 für die höchste Bremer Spielklasse, der Fünftklassigkeit. Am 6. September 2020 fand unter Coronaeinschränkungen im Stadion das erste Spiel in der Bremen-Liga statt.

## Badmintonabteilung
Die Badmintonsparte des TuS Komet Arsten zählt zu den größten Bremens. In der Saison 2013/14 treten 4 Mannschaften und eine Jugendmannschaft an, wobei die 1. Mannschaft in der Landesliga Bremen spielt.

## Bekannte Mitglieder
- Sebastian Bayer, deutscher Weitspringer, war zwischen 2008 und 2010 unter Bremer LT für TuS Komet Arsten aktiv.[9]
- Carolin Nytra, Hürdenläuferin, startete zwischen 2004/2005 und Ende der Saison 2010 für den bremischen Verein.
- Jonna Tilgner, 400-m-Hürdenläuferin